# Paralomis zealandica
Paralomis zealandica is een tienpotigensoort uit de familie van de Lithodidae. De wetenschappelijke naam van de soort is voor het eerst geldig gepubliceerd in 1971 door Dawson & Yaldwyn.